# Masacre de la escuela Al-Tabaín
La masacre de la escuela Al-Tabaín fue un ataque aéreo llevado a cabo el 10 de agosto de 2024 por las Fuerzas de Defensa de Israel (FDI) contra una escuela de la Agencia de Naciones Unidas para los Refugiados de Palestina en Oriente Próximo (UNRWA) situada en el barrio de Al Daraj al este de la ciudad de Gaza, que albergaba a palestinos desplazados que buscaban refugio. Según funcionarios palestinos, entre 80 y 100 palestinos murieron en el ataque, y otras 47 personas resultaron heridas, varias víctimas quedaron atrapadas en la escuela cuando el incendio se propagó.
Alrededor de las 4:40, durante la oración del Fajr en la escuela Al-Tabaín, que se utilizaba como refugio para albergar a unos 6000 refugiados y ciudadanos palestinos desplazados internos, tres cohetes israelíes impactaron en el edificio, provocando el derrumbe de la estructura. Como consecuencia del ataque, se desató un incendio que causó varias víctimas más. Los esfuerzos de los equipos de rescate y otros civiles por reducir la propagación del fuego y salvar las vidas de los civiles atrapados se vieron seriamente obstaculizados debido a que el ejército israelí cortó el suministro de agua a la región.
Se trata del cuarto ataque israelí contra una escuela en apenas una semana y el vigésimo en un mes, dejando al menos 274 muertos. Israel afirmó que habían atacado un «centro de mando y control» de Hamás, mientras que la organización palestina negó las acusaciones israelíes de que opera desde instalaciones civiles como escuelas y hospitales. Una investigación de Al Jazeera, un medio financiado por Catar, determinó que el bombardeo se realizó deliberadamente para provocar el máximo número de víctimas. Un experto en armas de la CNN identificó que la metralla evidente en las imágenes tomadas después del ataque, provenían de una bomba GBU-39 fabricada por Boeing con sede en Estados Unidos.
Los países árabes y musulmanes así como la Unión Europea, Bélgica, Brasil, Rusia, México, China, Francia, Reino Unido y España condenaron el ataque y reiteraron la importancia de un alto el fuego.

## Antecedentes
El ataque ocurrió en medio de las negociaciones para la propuesta de alto el fuego en tres fases entre Israel y las facciones palestinas. Se trata del quinto ataque contra una escuela en una semana y la Oficina de Derechos Humanos de la ONU dijo que estaba «horrorizada por el patrón que se está desarrollando» de ataques a escuelas.
El 6 de julio de 2024, la escuela al-Jawni administrada por la UNRWA y que albergaba a 2000 refugiados en el campo de refugiados de Nuseirat en el centro de Gaza fue atacada por una incursión de las FDI que mató a dieciséis palestinos. El 7 de julio, las FDI atacaron la escuela Sagrada Familia, propiedad del Patriarcado Latino, ubicada en la ciudad de Gaza y que albergaba a cientos de refugiados, matando a cuatro. El 8 de julio, fuerzas israelíes atacaron otra escuela administrada por UNRWA en Nuseirat, causando varios heridos que requirieron tratamiento en un hospital local.
El 9 de julio, al menos veintisiete personas murieron y otras cincuenta y tres resultaron heridas en un ataque israelí contra una escuela convertida en refugio en Jan Yunis. El 14 de julio, la aviación israelí bombardeó la escuela Abu Araban, gestionada por UNRWA en el centro de la Franja de Gaza, y mató a veintidós personas. Se trataba del quinto ataque israelí contra una escuela en apenas ocho días. El 27 de julio, Israel bombardeó con tres misiles la escuela Jadiya, en la localidad de Deir al-Balah, en el centro de la Franja, donde operaba un hospital de campaña y se alojaban numerosas familias desplazadas. En el ataque israelí murieron al menos treinta personas, entre ellas mujeres y niños, y unas cien resultaron heridas, muchas de ellas en estado crítico.
El 1 de agosto, tres misiles israelíes mataron al menos a quince personas, incluidas mujeres y niños, e hirieron a varias más en una escuela convertida en refugio para civiles desplazados en la ciudad de Gaza. Al día siguiente, al menos diecisiete personas, incluidos niños, murieron y más de sesenta resultaron gravemente heridas en dos ataques aéreos israelíes en una escuela convertida en refugio en la ciudad de Gaza. El 3 de agosto, al menos diez personas murieron en un ataque israelí contra una escuela en el barrio capitalino del Jeque Radwan. El 4 de agosto, al menos veinticinco civiles murieron y varios más resultaron heridos en sendos bombardeos israelíes contra dos escuelas situadas en el barrio de Al Nasr, en la ciudad de Gaza. Según el Ejército israelí, bombardearon «puestos de mando» de Hamás, mientras que las autoridades gazatíes afirmaron que la mayoría de las víctimas mortales eran niños y que Israel había cometido «una masacre en cada uno de los sentidos de la palabra».
El 8 de agosto, al menos quince palestinos murieron y otros treinta resultaron heridos en un bombardeo israelí contra dos escuelas que albergaban a palestinos desplazados en la Franja de Gaza.  Al día siguiente, Al menos cinco personas, entre ellas dos niños, murieron y hubo numerosos heridos en un ataque aéreo israelí contra la zona humanitaria de Al-Mawasi.
Philippe Lazzarini, Comisionado general de la UNRWA, afirmó que dos tercios de todas las escuelas gestionadas por la UNRWA en Gaza habían sido afectadas, de una u otra forma, desde que se iniciaron las hostilidades el 7 de octubre de 2023. También afirmó que más de 500 personas han muerto en escuelas y otros refugios operados por la agencia desde que estalló la guerra.

## Bombardeo

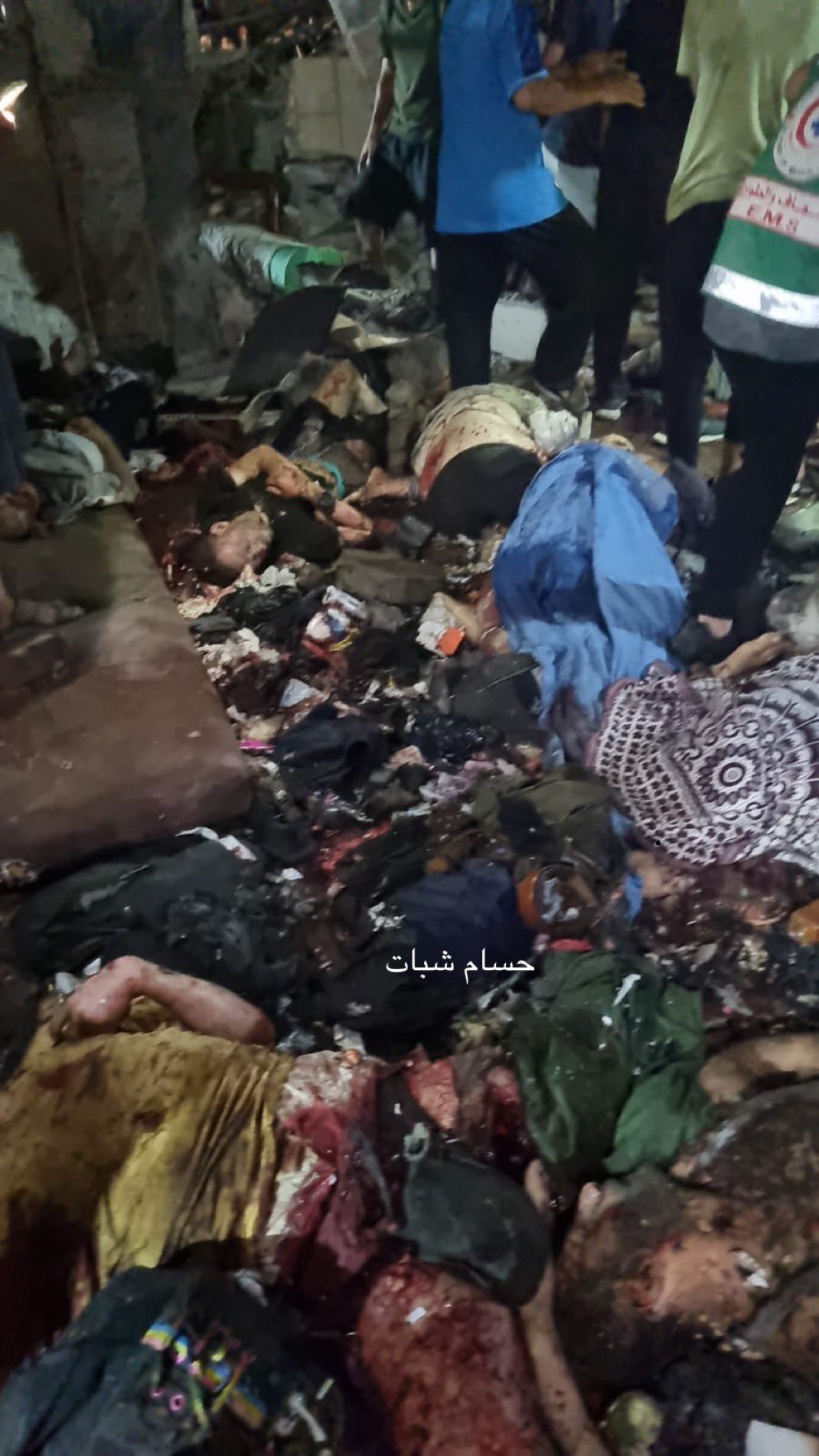
Algunas víctimas del ataque israelí contra la escuela Al-Tabaín

El 10 de agosto de 2024, aproximadamente a las 4:40h durante la oración matinal del alba en la escuela Al-Tabaín, ubicada en el barrio de Al Daraj al este de la ciudad de Gaza, que albergaba a unos 6000 refugiados y desplazados internos palestinos, pertenecientes a 350 familias refugiadas en el complejo de la escuela, tres bombas israelíes impactaron en el edificio, provocando el derrumbe de la estructura y un incendio que destruyó el edificio. Según testigos presenciales, no se dio ninguna advertencia antes del ataque. El número de palestinos que en ese momento se encontraban en la escuela fue muy alto debido a que ocurrió durante la oración del Fajr y testigos oculares afirmaron que aproximadamente 250 personas estaban dentro de la sala de oración en el momento de los ataques.
Debido al impacto de los cohetes, se inició un incendio que causó varias víctimas más, entre ellas algunas que sobrevivieron a la explosión inicial pero quedaron atrapadas entre los escombros. Los equipos de rescate que llegaron al lugar e intentaron apagar el incendio no pudieron liberar a varias de las personas atrapadas bajo los escombros antes de que el humo y el fuego se extendieran y afectaran a familias enteras. Los intentos de los equipos de rescate y otros civiles de reducir la propagación del incendio y salvar las vidas de los civiles atrapados se vieron gravemente obstaculizados debido a que el ejército israelí cortó el suministro de agua de la región.
Ismail al-Thawabta, director de la Oficina de Prensa del Gobierno de Gaza, dijo a Al Jazeera que el ejército israelí utilizó tres bombas de 907 kilos cada una en su ataque. También afirmó que Israel sabía de la presencia de las personas desplazadas dentro de la escuela. Por su parte, un funcionario militar israelí, después de que le preguntasen en la CNN, dijo que las Fuerzas de Defensa de Israel habían utilizado «tres municiones pequeñas y precisas que no pueden causar el daño que los palestinos afirman haber causado».

## Víctimas
Según informó la agencia de defensa civil de Gaza más de cien palestinos murieron (incluidos mujeres, niños y ancianos) y decenas resultaron heridas en el ataque, que describió como una «masacre horrible». Por su parte el director del Hospital Árabe Al-Ahli dijo que recibieron setenta cadáveres y partes de al menos otros diez muertos en el ataque israelí. También aseguró que algunos de los heridos tenían quemaduras graves y a muchos hubo que amputarles las extremidades. «Recibimos algunas de las heridas más graves que hemos sufrido durante la guerra». Según el Ministerio de Salud de Gaza, 47 personas resultaron heridas. Un director regional de Save the Children lo calificó como el ataque más letal a una escuela desde octubre de 2023. Mahmud Bassal, portavoz de la Defensa Civil Palestina, dijo en una conferencia de prensa televisada: «Hasta ahora, hay más de 93 mártires, incluidos once niños y seis mujeres. Hay restos sin identificar». también se informó de que entre las víctimas del desastre había civiles de edad avanzada. «Todas estas personas que fueron atacadas eran civiles, niños desarmados, ancianos, hombres y mujeres», dijo Fares Afana, director de ambulancias y emergencias en el norte de Gaza.
Las FDI afirmaron, sin proporcionar ninguna evidencia, que el ataque fue contra un centro de mando y control de Hamás y que en la escuela había veinte combatientes de Hamás y la Yihad Islámica Palestina, incluidos comandantes de alto rango. Además acusaron al Ministerio de Salud de Gaza de inflar el número de muertos. Por su parte, Ezat al Rashq, miembro de buró político de Hamás, aseguró que entre los muertos «no hay un solo combatiente» y afirmó que su «política estricta es no estar presente entre los civiles». También dijo que «El Ejército terrorista del enemigo vuelve a mentir y fabrica pretextos y argumentos tontos para atacar a civiles». En la misma línea se manifestó la organización defensora de los derechos humanos Euro-Mediterranean Human Rights Monitor que afirmó que según sus investigaciones iniciales no encontraron pruebas ni indicios de operaciones militares o combatientes en la escuela.
La Oficina de Derechos Humanos de la ONU aseguró, que si bien la ubicación de objetivos militares junto a civiles por parte de grupos armados constituye una violación del derecho internacional humanitario, «ello no anula la obligación de Israel de cumplir estrictamente con esa normativa, incluyendo los principios de proporcionalidad, distinción y precaución».
Las víctimas evacuadas al Hospital Árabe Al-Ahli sufrían heridas de metralla de los explosivos que les causaron un sangrado profuso, mientras que otros sobrevivientes sufrían quemaduras graves causadas por el incendio tras las explosiones iniciales. Debido a la repentina afluencia de heridos, además de la falta de personal y suministros médicos, los trabajadores de la salud del hospital no pudieron brindar la ayuda necesaria mientras que el sistema hospitalario se encontraba al «borde del colapso». Los trabajadores sanitarios se vieron obligados a reciclar suministros médicos debido a la grave escasez. También se llevaron muchos cadáveres al hospital para su identificación, y varios de ellos resultaron difíciles de identificar debido a que sus restos fueron traídos en pedazos pequeños.
La portavoz de la Media Luna Roja Palestina, Nebal Farsakh, dijo que los paramédicos que acudieron a auxiliar a las víctimas estaban «conmocionados» y «horrorizados» por las escenas posteriores al ataque.

## Investigaciones

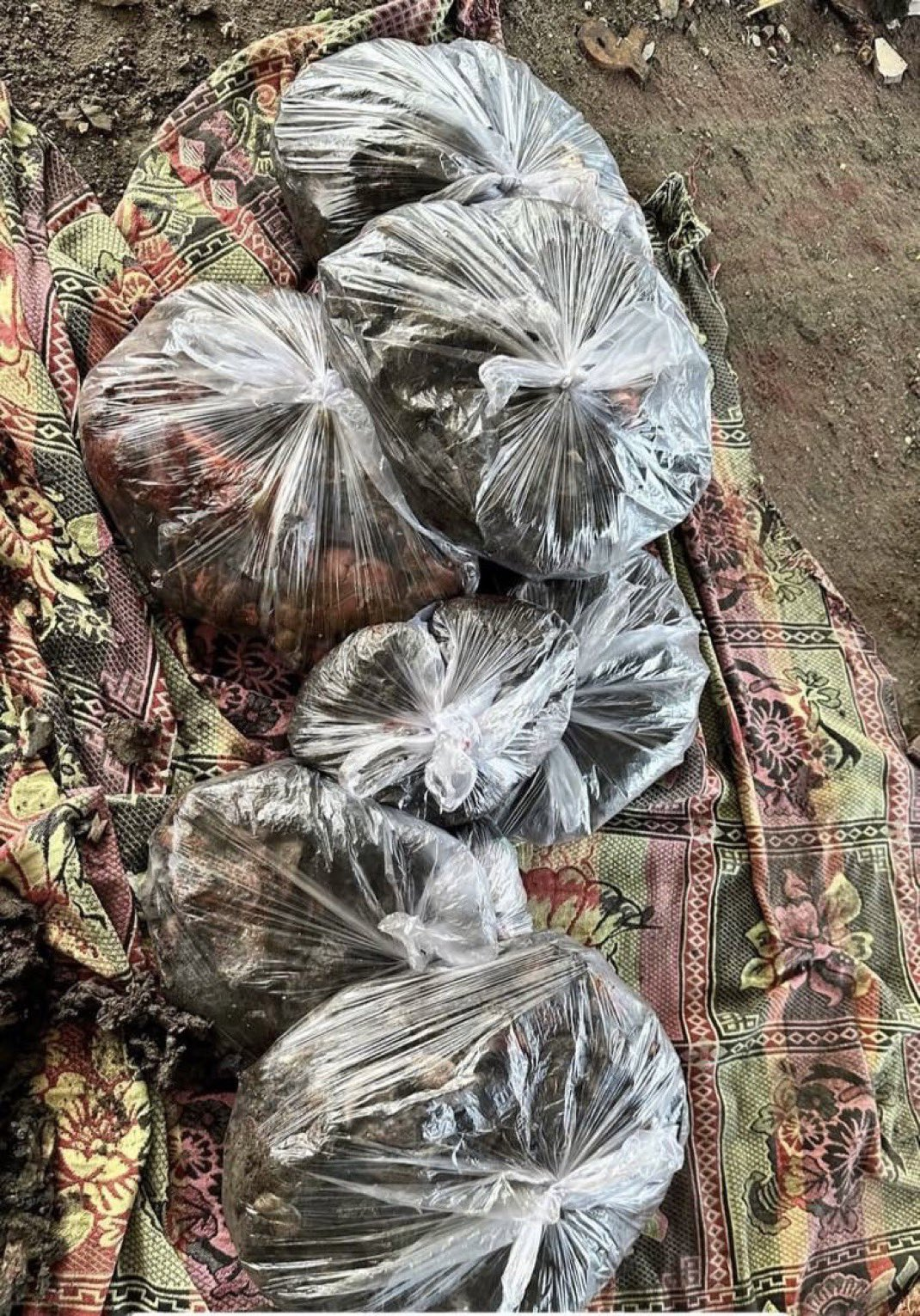
Bolsas con cuerpos carbonizados y desmembrados de víctimas del ataque

la investigación llevada a cabo por la organización defensora de los derechos humanos Euro-Mediterranean Human Rights Monitor afirmó que según sus investigaciones iniciales no encontraron pruebas ni indicios de operaciones militares o combatientes en la escuela Al-Tabaín de la ciudad de Gaza. El equipo reunió datos, registró las declaraciones de testigos y supervivientes y examinó el lugar tras el ataque. Según la información recopilada y los testimonios disponibles, en la escuela no había concentraciones ni centros militares y nunca se utilizó con fines militares. El grupo de derechos humanos concluyó que la estructura misma del edificio, con su diseño estrecho, habría hecho «imposible que el sitio fuera utilizado para operaciones militares».
La sección de verificación de Al Jazeera, Sanad, determinó que el bombardeo se realizó deliberadamente para provocar el máximo número de víctimas. Según sus conclusiones, Israel disparó dos misiles guiados contra la mezquita al amanecer, penetrando en la capilla de mujeres en el primer piso y explotando en la capilla de hombres de abajo. El hecho de que el ataque se llevara a cabo justo cuando comenzaban las oraciones aseguró que un gran número de civiles morirían. También se produjeron incendios en zonas que no fueron atacadas directamente por Israel, matando y mutilando a civiles.
Un experto en armas de la CNN identificó que la metralla evidente en las imágenes posteriores al ataque provenía de una bomba de diámetro pequeño GBU-39 fabricado por la compañía estadounidense Boeing, con sede en Crystal City, Virginia (Estados Unidos).

## Consecuencias
Después del ataque contra la escuela y el asesinato del líder político de Hamás, Ismail Haniya, en un ataque en Teherán (Irán) atribuido a Israel, la organización palestina anunció que no acudirá a la reunión del 15 de agosto en Doha para negociar un alto el fuego en Gaza con Israel. El portavoz de la organización en el Líbano, Osama Hamdan, insistió en que se debe implementen sus demandas de cara al alto el fuego: el cese de la guerra, la retirada del Ejército israelí de la Franja y la entrada de ayuda y el inicio de la reconstrucción del enclave.

## Reacciones

### Palestina
La oficina de prensa del Gobierno de Gaza calificó los ataques como una «masacre» que cae «en el marco del crimen de genocidio y limpieza étnica contra nuestro pueblo palestino». Acusó además al ejército israelí de bombardear directamente un lugar donde se encontraban personas desplazadas mientras se realizaba la oración del Fajr con el fin de aumentar el número de civiles muertos a la vez. También afirmó que los tres explosivos utilizados en los ataques tenían una carga útil de 2000 libras (907 kg) cada una. Instó a la comunidad internacional y a todas las organizaciones a que ejerzan más presión sobre Israel para que ponga fin a su ocupación. La oficina afirmó que, además de Israel, consideraba «plenamente responsable de esta masacre a la administración estadounidense».
Fatah calificó el ataque como una «masacre sangrienta y atroz» que representaba «el culmen del terrorismo y la criminalidad», y afirmó que la naturaleza brutal de los ataques confirmaba el carácter genocida de la invasión israelí de la Franja de Gaza. Hizo un llamamiento a las organizaciones de derechos humanos y a la comunidad internacional para que detengan la guerra de inmediato y eviten que Israel lleve a cabo nuevos ataques.
Hamás negó que la escuela estuviera siendo utilizada como centro de comando y control y calificó el ataque como un «crimen horrible y una peligrosa escalada» en la «guerra de exterminio de Israel contra el pueblo palestino».
La Yihad Islámica Palestina, afirmó que «la elección de la hora de oración del amanecer para llevar a cabo esta horrible masacre confirma que el enemigo pretendía provocar el mayor número posible de muertos entre la población civil, incluidos niños y ancianos».
Funcionarios palestinos dijeron a CNN que Israel no había dado ninguna advertencia antes del bombardeo.

### Israel
Las Fuerzas de Defensa de Israel reconocieron la autoría del ataque y lo justificaron afirmando que la escuela «contenía veinte terroristas de Hamás y Yihad Islámica Palestina» y estaba siendo utilizado como «centro de mando y control y servía de escondite a terroristas y comandantes de Hamás, desde el que se planeaban y avanzaban diversos ataques contra las tropas de las FDI y el Estado de Israel». Las FDI afirmaron que habían tomado «numerosas medidas para mitigar el riesgo de dañar a civiles, incluido el uso de municiones de precisión, vigilancia aérea e información de inteligencia» y que Hamás instaló deliberadamente uno de sus cuarteles militares en la escuela para utilizar a civiles como «escudo humano para actividades terroristas», acusando a dicha organización de «violar sistemáticamente el derecho internacional».
En una entrevista con Al Jazeera, varios familiares de las víctimas que Israel considera militantes negaron esas acusaciones y describieron a las víctimas como un director administrativo del Hospital Beit Hanoon, un director jubilado, un estudioso de la lengua y la literatura árabes y un hombre que fue asesinado en diciembre. «Israel siempre está buscando excusas endebles para atacar a los civiles, especialmente en los refugios», dijo la hija de una de las víctimas.

### Naciones Unidas
Un portavoz de Unicef dijo a la BBC que el ataque fue «realmente escandaloso» y dijo que «todas esas escuelas están realmente abarrotadas de civiles, niños, madres y familias, que se refugian en cualquier espacio vacío, ya sea una escuela o una mezquita, lo que sea, incluso en los patios de los hospitales».
El director de la UNRWA, Philippe Lazzarini, solicitó el fin de los «horrores que se desarrollan bajo nuestra mirada».
La Oficina del Alto Comisionado de las Naciones Unidas para los Derechos Humanos condenó la creciente frecuencia de los ataques israelíes contra escuelas que albergan a palestinos desplazados, y señaló que este era, al menos, el vigésimo primer ataque contra una escuela que había registrado desde el 4 de julio. Estos ataques han causado al menos 274 muertes, incluidas mujeres y niños. La ONU afirmó además que Israel debía cumplir con las leyes de precaución y proporcionalidad. Lisa Doughten, funcionaria de la Oficina de Naciones Unidas para la Coordinación de Asuntos Humanitarios (OCHA), afirmó en una nota de prensa que se trataba del «vigésimo primer ataque contra una escuela que servía como refugio registrado desde el 4 de julio de este año».
Francesca Albanese, relatora especial de la ONU sobre los territorios palestinos ocupados, emitió una declaración en X (antigua Twitter) donde condenaba la «indiferencia» del mundo ante el derramamiento de sangre en Gaza tras el ataque a la escuela Al-Tabaín. «Israel está cometiendo un genocidio contra los palestinos en un barrio a la vez, en un hospital a la vez, en una escuela a la vez, en un campo de refugiados a la vez, en una "zona segura" a la vez. Que los palestinos nos perdonen por nuestra incapacidad colectiva para protegerlos, honrando el significado más básico del derecho internacional».

### Otros países
- Arabia Saudita: el Ministerio de Asuntos Exteriores denunció el ataque en los «términos más enérgicos».[55]

- Argelia: solicitó una reunión urgente y abierta del Consejo de Seguridad de las Naciones Unidas para el martes 12 de agosto para discutir el ataque israelí.[56][14]

- Australia: la ministra de Asuntos Exteriores, Penny Wong, condenó las muertes causadas por el ataque, afirmó que «Israel debe cumplir con el derecho internacional humanitario», y pidió un alto el fuego  «inmediato».[57]

- Bélgica: la ministra de Asuntos Exteriores, Hadja Lahbib, condenó «enérgicamente» el ataque, calificándolo de «inaceptable».[58]

- Brasil: el Ministerio de Relaciones Exteriores de Brasil expresó su «profunda solidaridad con las familias de las víctimas, así como con el gobierno y el pueblo del Estado de Palestina» y agregó que el «desprecio de Israel por [el principio de proporcionalidad] ha sido recurrente en las operaciones militares israelíes en la Franja de Gaza durante los últimos diez meses».[59]

- Catar: el Ministerio de Asuntos Exteriores condenó la «horrible masacre», señalando que se trata de un «crimen brutal contra civiles desarmados desplazados y sus derechos fundamentales según el derecho internacional humanitario y la resolución 2610 del Consejo de Seguridad de la ONU».[60]

- Consejo de Cooperación para los Estados Árabes del Golfo: El secretario general Jasem Mohamed Al-Budaiwi denunció el ataque, calificándolo de «crimen de guerra».[61]

- China: el portavoz del Ministerio de Asuntos Exteriores de China, Lin Jian, condenó el bombardeo y afirmó que China está en contra de los ataques contra civiles y que violan el derecho internacional e instó a Israel a detener inmediatamente sus ataques contra Gaza, a hacer todo lo posible para proteger a los civiles allí y a evitar una mayor escalada en la región.[62]

- Egipto: el Ministerio de Asuntos Exteriores afirmó que la voluntad de Israel de matar deliberadamente a civiles desarmados demostraba que no tenía ninguna intención o motivación política para impulsar un alto el fuego para la guerra[35]

- España. el Ministerio de Asuntos Exteriores emitió un comunicado en el que afirmaba que el «Gobierno de España condena el ataque a la escuela en Al Daraj, en el que se han registrado decenas de muertes civiles. Exigimos una vez más el cumplimiento íntegro de las medidas provisionales impuestas por la Corte Internacional de Justicia y la protección de la población civil. Reiteramos a las partes que es imprescindible un acuerdo de alto el fuego inmediato para acabar con esta catástrofe humanitaria y obtener la liberación de los rehenes».[63]

- Estados Unidos: la Casa Blanca expresó su preocupación tras los ataques, el portavoz del Consejo de Seguridad Nacional, Sean Savett, afirmó que «demasiados civiles siguen siendo asesinados y heridos» y pidió un alto el fuego y la liberación de los de rehenes.[64][65]

- Francia: el Ministerio de Asuntos Exteriores condenó el ataque «con la mayor firmeza» y afirmó que «durante varias semanas, los edificios escolares han sido atacados repetidamente con un número intolerable de víctimas civiles. Israel debe respetar el derecho internacional humanitario».[66]

- Irán: el portavoz del Ministerio de Asuntos Exteriores, Nasser Kanaani, condenó el ataque y afirmó que Israel había demostrado una vez más que no está comprometido con ninguna ley internacional ni con ningún principio moral. El secretario del Consejo Supremo de Seguridad Nacional, Ali Shamkhani, dijo que el objetivo del gobierno israelí «al matar a los fieles en la escuela Al-Tabaín en Gaza y asesinar al mártir Haniyeh en Irán» era frustrar las negociaciones de alto el fuego y continuar la guerra.[67][65]

- Jordania: el Ministerio de Exteriores afirmó que el ataque «contraviene todos los valores humanitarios» y viola el derecho internacional.[68]

- Líbano: el Ministerio de Asuntos Exteriores afirmó que el ataque es una «clara evidencia del desprecio del gobierno israelí por el derecho internacional humanitario y su intención de prolongar la guerra y ampliar su alcance».[69]

- Liga Árabe: el Parlamento Árabe condenó el ataque, calificándolo de «acto terrorista e inhumano».[70]

- México: el Ministerio de Asuntos Exteriores condenó los ataques de Israel contra instalaciones civiles en la Franja de Gaza. Agregó que «dichos ataques han costado múltiples vidas de civiles inocentes y resultan totalmente contrarias al derecho humanitario internacional». Asimismo, llamó a ambas partes a lograr un alto al fuego y a comenzar negociaciones para solucionar el conflicto.[71]

- Pakistán: el Ministerio de Asuntos Exteriores condenó el ataque en los términos más enérgicos y declaró que Israel debe rendir cuentas por estos crímenes de guerra y genocidio en Gaza. Hacemos un llamamiento a la comunidad internacional, especialmente a las Naciones Unidas y a los partidarios de Israel, para que adopten medidas inmediatas para poner fin al genocidio en Gaza y proteger a la población civil.[72][73]

- Reino Unido: el Secretario de Estado para Relaciones Exteriores y de la Mancomunidad de Naciones, David Lammy, dijo que estaba «horrorizado por el ataque militar israelí a la escuela Al-Tabaín y la trágica pérdida de vidas. Hamás debe dejar de poner en peligro a los civiles. Israel debe cumplir con el Derecho Internacional Humanitario. Necesitamos un alto el fuego inmediato para proteger a los civiles, liberar a todos los rehenes y poner fin a las restricciones a la ayuda».[74]

- Rusia: la portavoz del Ministerio de Asuntos Exteriores, María Zajárova, declaró que «Lo ocurrido es una violación directa de las decisiones del Consejo de Seguridad y la Asamblea General de la ONU, que exigen poner fin a las hostilidades en la Franja de Gaza y garantizar el acceso humanitario sin obstáculos. Por ese motivo, reiteramos la necesidad de que se apliquen de inmediato esas resoluciones, como lo exige la Carta de las Naciones Unidas».[75]

- Turquía: el Ministerio de Exteriores califica la «masacre» de «nuevo crimen contra la humanidad» cometido por Israel y acusó además al primer ministro israelí, Benjamín Netanyahu, de querer «sabotear las negociaciones del alto el fuego».[69]

- Unión Europea: el alto representante de Asuntos Exteriores, Josep Borrell, se mostró «horrorizado» por el ataque, y cifró en «al menos diez» las escuelas atacadas en las últimas semanas y enfatizó que «no hay justificación para estas masacres».[76]

- Venezuela: el ministro de Relaciones Exteriores, Yván Gil, emitió un comunicado en X (antigua Twitter) donde afirmaba que «Este acto constituye un nuevo episodio en los crímenes de lesa humanidad que viene cometiendo la tiranía del Gobierno de Israel durante más de 10 meses consecutivos y de forma sistemática, aumentando los riesgos de desestabilización del Oriente Próximo con peligrosas implicaciones de alcance global».[77]